# Quasi una truffa
Quasi una truffa (A Touch of Larceny) è un film del 1960 diretto da Guy Hamilton.